# Кіндергук (Іллінойс)
Кіндергук (англ. Kinderhook) — селище (англ. village) в США, в окрузі Пайк штату Іллінойс. Населення — 189 осіб (2020).

## Географія
Кіндергук розташований за координатами 39°42′13″ пн. ш. 91°9′6″ зх. д. / 39.70361° пн. ш. 91.15167° зх. д. (39.703740, -91.151734).  За даними Бюро перепису населення США в 2010 році селище мало площу 2,28 км², уся площа — суходіл.

## Демографія
Згідно з переписом 2010 року, у селищі мешкало 216 осіб у 84 домогосподарствах у складі 63 родин. Густота населення становила 95 осіб/км².  Було 110 помешкань (48/км²).
Расовий склад населення:
| - 96,8 % — білих - 2,8 % — корінних американців |

До двох чи більше рас належало 0,5 %. Частка іспаномовних становила 6,0 % від усіх жителів.
За віковим діапазоном населення розподілялося таким чином: 25,5 % — особи молодші 18 років, 59,2 % — особи у віці 18—64 років, 15,3 % — особи у віці 65 років та старші. Медіана віку мешканця становила 36,0 року. На 100 осіб жіночої статі у селищі припадало 86,2 чоловіків;  на 100 жінок у віці від 18 років та старших — 89,4 чоловіків також старших 18 років.
Середній дохід на одне домашнє господарство  становив 51 764 долари США (медіана — 58 281), а середній дохід на одну сім'ю — 61 365 доларів (медіана — 63 661). За межею бідності перебувало 3,0 % осіб, у тому числі 0,0 % дітей у віці до 18 років та 0,0 % осіб у віці 65 років та старших.
Цивільне працевлаштоване населення становило 131 осіб. Основні галузі зайнятості: освіта, охорона здоров'я та соціальна допомога — 25,2 %, виробництво — 23,7 %, роздрібна торгівля — 12,2 %, транспорт — 7,6 %.